# Grażyna Mirkowska-Salwicka
Mirosława Grażyna Mirkowska-Salwicka (ur. 23 kwietnia 1943) – polska informatyczka, profesor nauk matematycznych.

## Życiorys
W 1965 ukończyła studia matematyczne na Uniwersytecie Warszawskim. Tam też doktoryzowała się w 1972 na podstawie pracy Logika algorytmiczna i jej zastosowania w teorii programów (promotorka – Helena Rasiowa) oraz habilitowała w 1981, przedstawiając dzieło PAL – Propositional Algorithmic Logic. W 2012 otrzymała tytuł profesora nauk matematycznych.
Jej zainteresowania naukowe obejmują: specyfikację struktur danych, systemy wieloagentowe, procesy współbieżne i rozproszone, formalne metody weryfikacji programów. Razem z mężem, Andrzejem Salwickim, pracowała nad logiką algorytmiczną i metodologią programowania. 
Pracę zawodową rozpoczęła w 1964 jako programistka w nowo utworzonym Zakładzie Obliczeń Numerycznych UW. Od 1970 do 1972 doktorantka na UW. W latach 1972–1986 adiunktka w Zakładzie Logiki Instytutu Matematyki UW. Od 1986 do 1988 adiunktka w Zakładzie Systemów Automatyki Kompleksowej PAN. Przez kolejne trzy lata, do 1991, docentka w Instytucie Informatyki UW. Rok 1990/1991 spędziła na stypendium w Bordeaux celem nauki języka francuskiego. W 1991 została profesor nadzwyczajną w Instytucie Informatyki UW. Od 1991 do 1995 oraz od 1996 do 1998 wykładała algorytmikę jako profesor na Université de Pau. Z kolei od 1995 do 1996 oraz od 1998 do 2000 pracowała w Instytucie Informatyki Politechniki Białostockiej. W 2000 została zatrudniona w Polsko-Japońskiej Wyższej Szkole Technik Komputerowych. Pracowała także na Uniwersytecie Kardynała Stefana Wyszyńskiego w Warszawie.
Członkini Polskiego Towarzystwa Matematycznego, Polskiego Towarzystwa Symulacji Komputerowej, Polskiego Towarzystwa Logiki Filozofii Nauki. Członkini  komitetu redakcyjnego „Fundamenta Informaticae” oraz „Theoretical Computer Science” (do 2001).
Pod koniec lat 60. wyszła za Andrzeja Salwickiego. Matka dwójki dzieci. Mieszka w Łomiankach.

## Wybrane publikacje
- Grażyna Mirkowska, Andrzej Salwicki: Algorithmic Logic. Warszawa: PWN, 1987, s. 345.
- Grażyna Mirkowska, Andrzej Salwicki: Logika Algorytmiczna dla Programistów cz. 1. Warszawa: WNT, 1992, s. 294.
- Grażyna Mirkowska, Andrzej Salwicki: Logika Algorytmiczna dla Programistów cz. 2. Warszawa: WNT, 1992, s. 294.
- Lech Banachowski, Antoni Kreczmar, Grażyna Mirkowska, Helena Rasiowa, Andrzej Salwicki: An introduction to Algorithmic Logic – Metamathematical Investigations of Theory of Programs. T. 2: Banach Center Publications. Warszawa: PWN, 1977, s. 7–99, seria: Banach Center Publications.